# Bujkáló poszáta
A bujkáló poszáta (Sylvia undata) a madarak osztályának verébalakúak (Passeriformes) rendjébe és az óvilági poszátafélék (Sylviidae) családjába tartozó faj.

## Előfordulása
Andorra, Franciaország, Gibraltár, Olaszország, Málta, Portugália, Spanyolország és az Egyesült Királyság területén honos.  Tövises bokrok közt található

## Alfajai
- Sylvia  undata aremorica
- Sylvia  undata dartfordiensis
- Sylvia  undata naevalbens
- Sylvia  undata toni
- Sylvia  undata undata

## Megjelenése
Testhossza 10-15 centiméter. Fején borzas tollpamacsot hord. A hím és a tojó nem sokban tér el egymástól megjelenésre, a tojó felül kicsit barnább és nincs vörösesbarna orbitális gyűrűje.

## Életmódja
Rovarokat és pókokat zsákmányol. Elegendő élelem esetén állandó, néha kóborló madár.

## Szaporodása

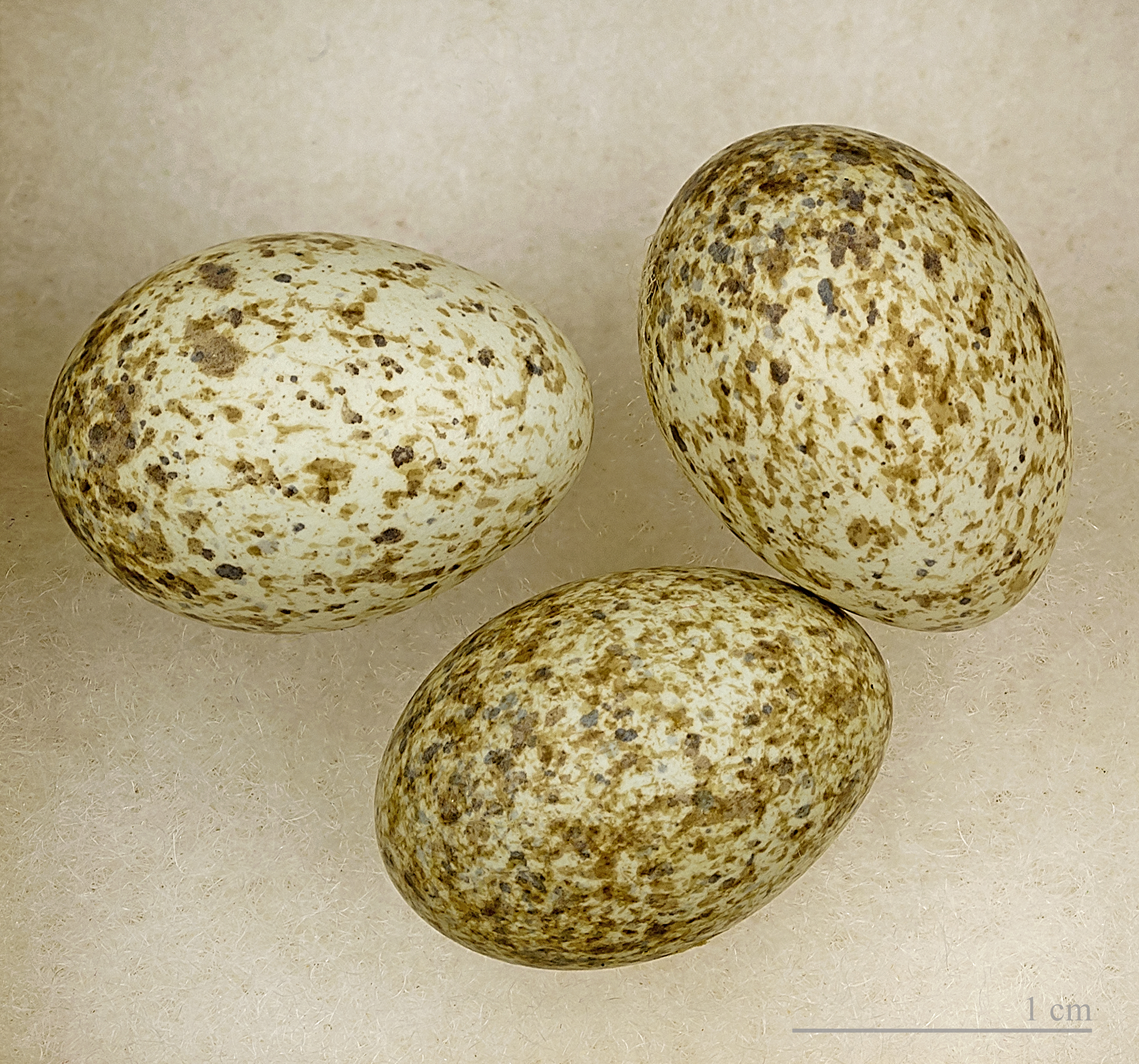
Sylvia undata

Tövises bokrok közé rejti fészkét. Fészekalja 3-4 tojásból áll.